# Danaea trinitatensis
Danaea trinitatensis är en kärlväxtart som beskrevs av Christenh. och Tuomisto. Danaea trinitatensis ingår i släktet Danaea, och familjen Marattiaceae. Inga underarter finns listade i Catalogue of Life.